# Silvana Pampanini
Silvana Pampanini (Roma, 25 de setembro de 1925 – Roma, 6 de janeiro de 2016) foi uma atriz italiana que teve grande fama nos anos 50.
Em 1946 ganhou, juntamente com Rossana Martini, o título de Miss Itália.